# ألي كينو+

Ale Kino + هي قناة تلفزيونية بولندية تملكها وتديرها كنال+ . وهي متوفرة على التلفزيون الكبلي والمنصة الرقمية Cyfra + ( حاليا nc + ) منذ 16 أبريل 1999. 
تبث القناة 22 ساعة يوميا وهي مخصصة حصريا لأفلام السينما والأفلام الوثائقية والمقابلات. منذ يوليو 2008 ، تبث القناة بتنسيق 16/9 مع خيار تحديد لغة. 

## روابط خارجية
- الموقع الرسمي